# Castiarina adelaidae
Castiarina adelaidae es una especie de escarabajo del género Castiarina, familia Buprestidae. Fue descrita científicamente por Hope en 1846.